# Esade
A Esade é uma instituição académica privada de ensino superior fundada em 1958, com campus em Barcelona e Madrid, e presença global através de acordos de colaboração com 185 universidades e escolas de negócios. Atualmente, gere três áreas de formação:
- Faculdade de Direito Esade
- Esade Business School
- Esade Executive Education

Desde 2022 o diretor geral de Esade é Xavier Mendoza.

## História
Fundada em 1958 por iniciativa de um grupo de empresários e da Companhia de Jesus, inicialmente foi criada uma Escola Superior de Administração e Direção de Empresas (Esade) em Barcelona. Nos seus primeiros anos, a escola estabeleceu a sua sede no Pasaje Josep Llovera, em Barcelona. Em 1983, as instalações foram ampliadas para o campus na Avenida de Pedralbes.
Inicialmente, estabeleceu a sua sede no Pasaje Josep Llovera, em Barcelona. Em 1965, fundou-se a Escola de Idiomas (atualmente Executive Language Center) e o campus foi transferido para Pedralbes. Em 1983, o campus de Pedralbes foi expandido, tornando-se a sua biblioteca um centro de documentação e pesquisa da UNESCO. Em 1982, a Esade Business School abriu um campus em Madrid. Em 2009, inaugurou outro novo campus em Sant Cugat del Vallés, onde também se encontra o edifício Esade CREAPOLIS, sede de empresas dedicadas à inovação, e em 2010 foi inaugurada uma residência universitária para estudantes internacionais.